# Francesco Buonamici
Francesco Buonamici (1596–1677) – włoski architekt okresu baroku, malarz i grafik, który działał w Lukce, na Malcie, Sycylii i w Rzymie w XVII wieku. Odegrał znaczącą rolę we wprowadzeniu stylu barokowego na Malcie.

## Biografia

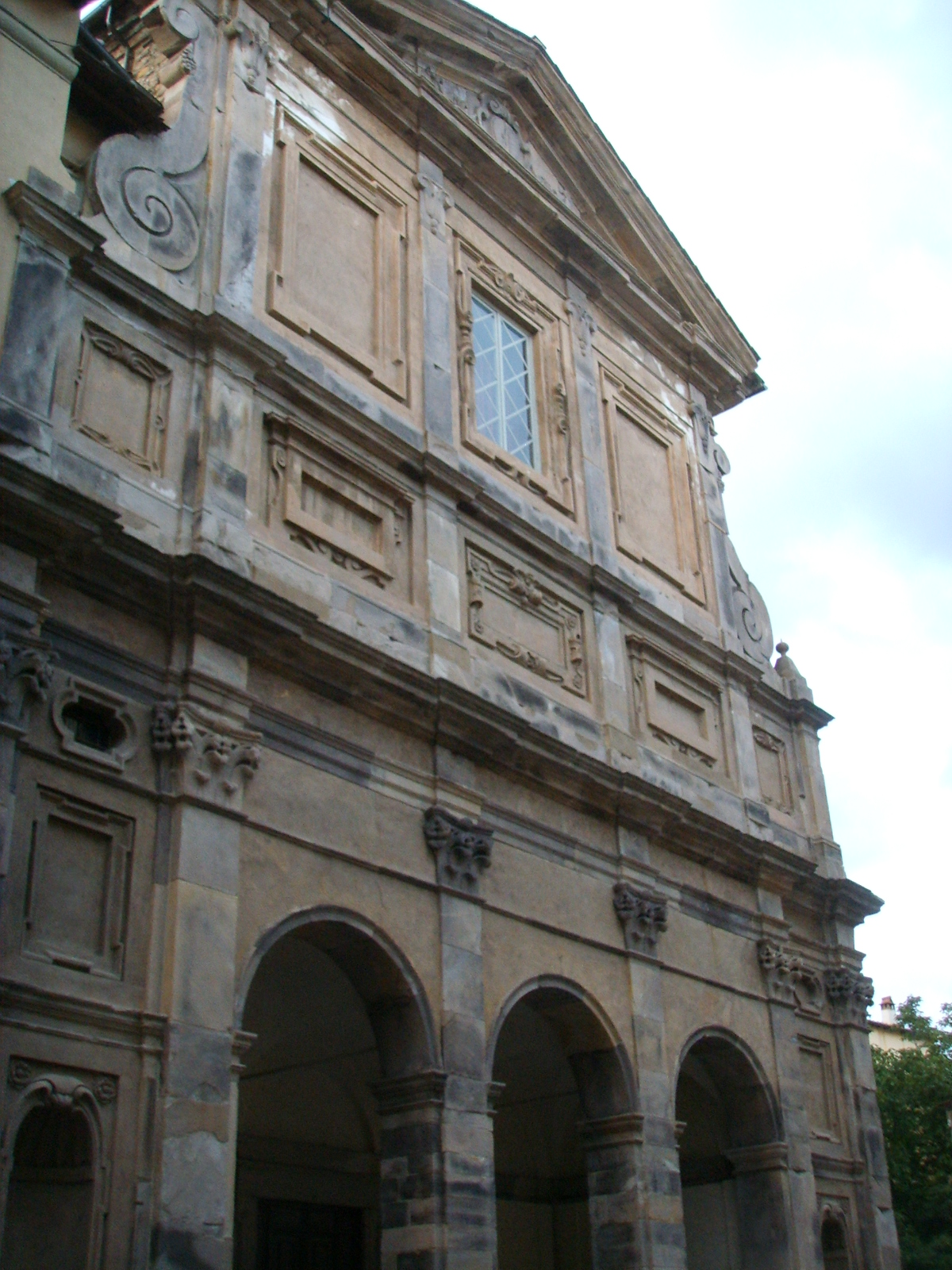
Kościół Suffragio w Lukce

Buonamici urodził się w 1596 w toskańskiej Lukce jako syn Antonio Buonamiciego i Anny Pistelli. Młodość spędził w Rzymie, gdzie studiował na Accademia di San Luca. Niektóre szczegóły z jego życia i kariery są niejasne, a to z powodu sprzecznych źródeł, a on sam podawany był jako Vincenzo Buonamici. Możliwe, że rozpoczął swoją karierę w Rzymie, lecz po epidemii dżumy 1629–1631 działał w swoim rodzinnym mieście Lukka, gdzie na cmentarzu ofiar zarazy zaprojektował kościół Suffragio. Jest to jedyny budynek zaprojektowany przez niego w tym mieście. Będąc w Rzymie w 1634 namalował sceny teatralne do opery Il Sant’Alessio.

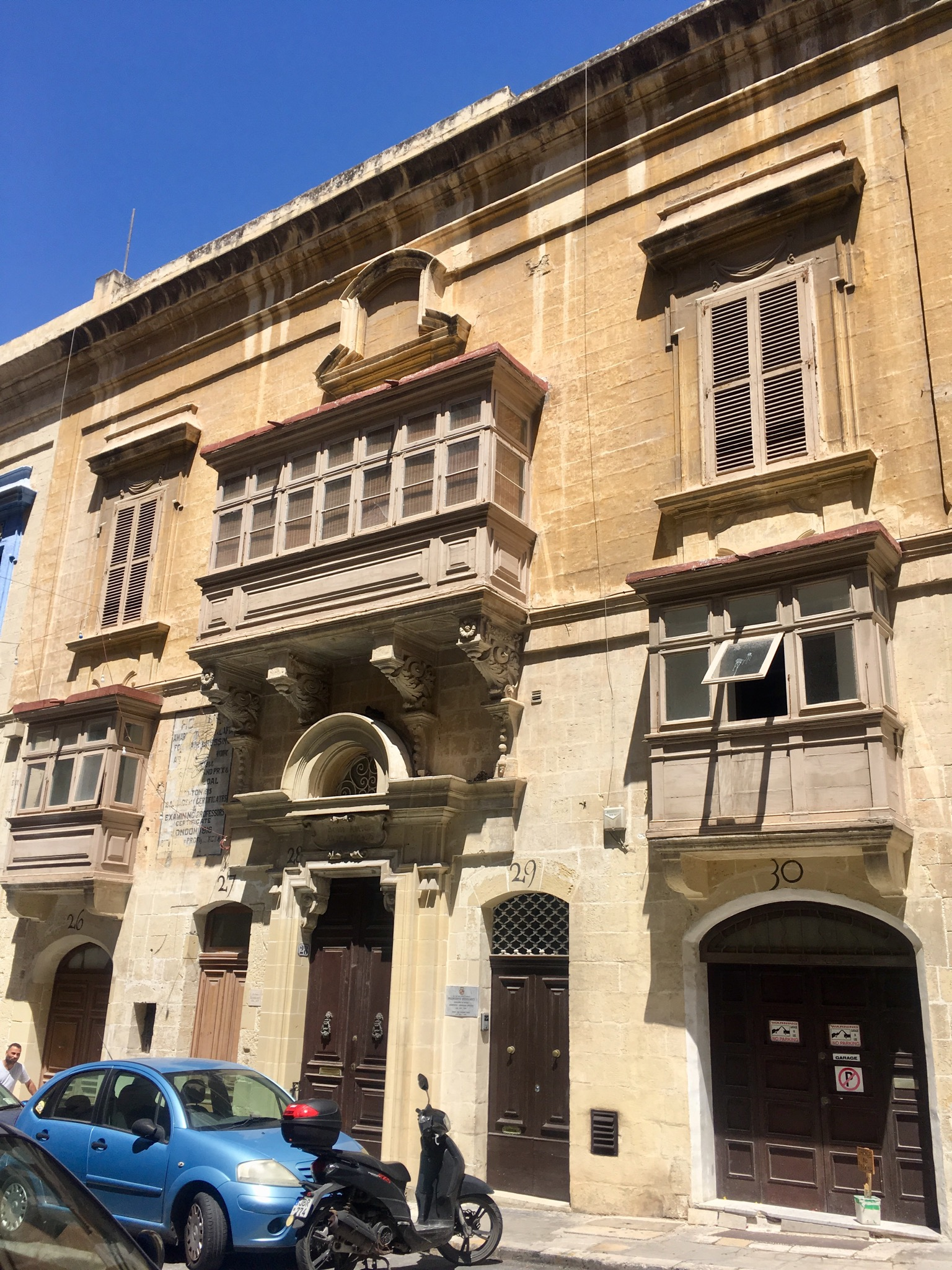
Dom w Valletcie, w którym Buonamici mieszkał podczas swojego pobytu na Malcie

Za protekcją kardynała Francesco Barberiniego we wrześniu 1635 Buonamici udał się na Maltę rządzoną przez Zakon Maltański, jako „maestro di pennello” w towarzystwie Pietro Paolo Florianiego, papieskiego inżyniera wojskowego, który został tam wysłany, aby zaprojektować Floriana Lines. Buonamici planował zostać na Malcie przez kilka miesięcy, lecz utknął tam na prawie 25 lat. Został zatrudniony przez zakon św. Jana i jest nazywany "ojcem barokowej architektury na Malcie" z powodu odegrania głównej roli we wprowadzeniu rzymskiego stylu barokowego na wyspach. Maltański architekt Lorenzo Gafà prawdopodobnie rozpoczął swą karierę jako praktykant Buonamiciego.

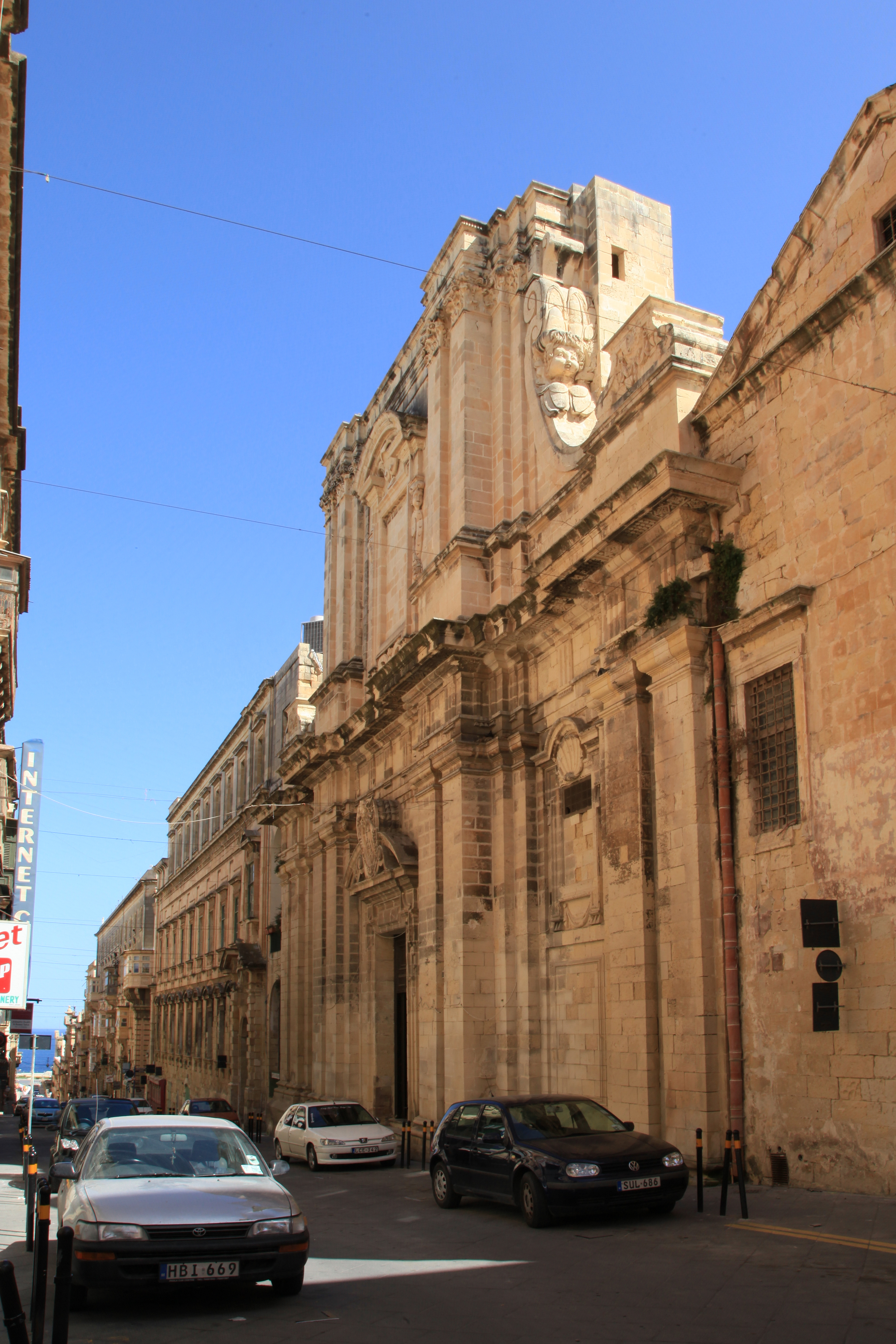
Kościół Jezuitów w Valletcie

Na Malcie Buonamici zaprojektował nowy kościół Jezuitów w stolicy Valletcie, kiedy ten miał być odbudowany po zniszczeniach spowodowanych w 1634 wybuchem w magazynie prochu, a także stołeczny kościół św. Mikołaja oraz dzisiejszą bazylikę św. Pawła w Rabacie. Zaznaczyć trzeba, że kościół św. Mikołaja jest jedynym kościołem na Malcie, przy projektowaniu którego Buonamici miał w pełni wolną rękę od samego początku; w kościele Jezuitów był ograniczony wcześniejszym planem Valeriano, zaś przy projektowaniu kościoła św. Pawła w Rabacie musiał wziąć pod uwagę już istniejący układ budowlany. Pracował też nad innymi świeckimi projektami budowlanymi, lecz nie wydaje się by był zaangażowany w projektowanie i budowę fortyfikacji, co miało miejsce w czasie jego pobytu na Malcie. Buonamici był też rytownikiem, w 1647 wykonał tytułową stronę Descrittione di Malta Giovanniego Francesco Abeli.
Podczas pobytu na Malcie okazjonalnie pracował również na pobliskiej Sycylii, zaprojektował lub poczynił zmiany różnych budynków w Syrakuzach, Palermo, Mesynie i Trapani. Wiadomo, że w 1650 i 1651 odwiedził Syrakuzy by pracować dla biskupa Giovanniego Antonio Capobianco.
Buonamici opuścił Maltę w 1659 i powrócił do Lukki, gdzie został zatrudniony jako miejski architetto primario. Był zaangażowany w przeprojektowanie wnętrza kościoła San Romano, co miało miejsce w latach 1661–1666, chociaż jego dokładna rola w tym przedsięwzięciu nie jest jasna.
Buonamici zmarł w Lukce 26 czerwca 1677 w wieku 81 lat, i został pochowany tamże w kościele Suffragio.
Domniemywa się, że Buonamici był ojcem Ġan Franġiska Bonamico, urodzonego na Malcie w 1639, lecz żadne dokumenty tego nie potwierdzają.

## Prace

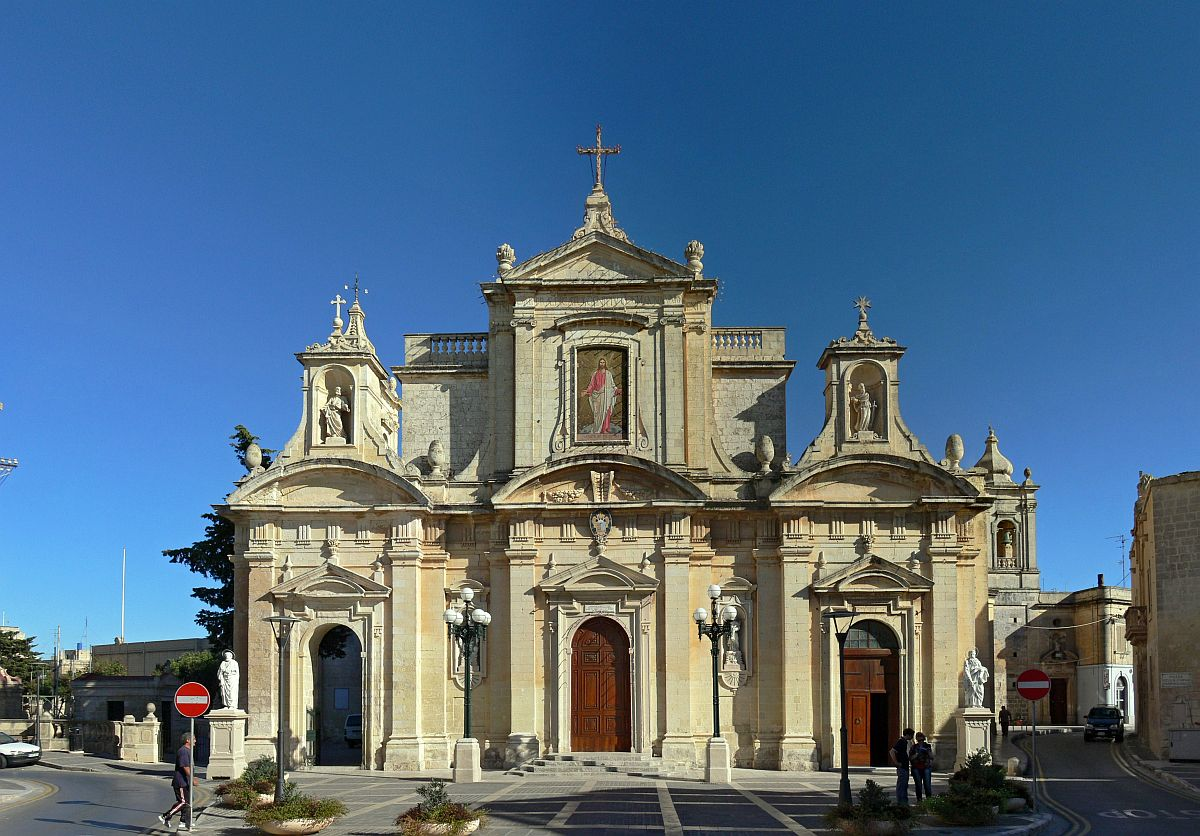
Kościół św. Pawła, Rabat

Budynki, o których wiadomo, że zostały zaprojektowane przez Buonamiciego:
- Kościół Suffragio, Lukka[2]
- Kościół Jezuitów, Valletta[6]
- Kościół św. Mikołaja, Valletta[7]
- Hostel de Verdelin, Valletta (przypisywane)[8]
- Monte di Pietà, Valletta (przypisywane)[9]
- Łuk triumfalny i fontanny w Ġnien is-Sultan, Valletta[1]
- Kościół św. Pawła, Rabat (ukończony przez Lorenzo Gafà)[10]
- Rozbudowa pałacu Giovanniego Antonio Capobianco, Syrakuzy[1]
- Cappella del Santissimo Sacramento w katedrze w Syrakuzach[1]
- Kościół Santa Maria della Concezione, Syrakuzy[1] (zaprojektowany przez Michelangelo Bonamici, ewentualne odniesienie do Francesco Buonamici lub krewnego)[2]
- Dziedziniec Collegio Massimo dei Gesuiti, Palermo[1]
- Fasada kościoła Collegio dei Gesuiti(inne języki), Trapani[1]
- Wnętrze kościoła San Giovanni di Malta(inne języki), Mesyna[1]